# Александр Глебович (князь дубровицкий)
Алекса́ндр Гле́бович (уб. 1223)— князь дубровицкий из рода Изяславивичей турово-пинских. Сын князя  Дубровицкого и Туровского Глеба Юрьевича. Участвовал в битве на Калке вместе со своими двоюродными братьями Андреем Ивановичем Туровским, Святославом Ярославичем Яновицким и Юрием Ярополковичем Несвижским. Вместе с Андреем и его тестем стоял на правом укрепленном берегу реки, сдался в плен монголам и вместе с другими князьями и воинами был раздавлен, когда на них положили доски на которые сели пировать монголы.  
От Александра Глебовича выводили свой род князья Святополк-Четвертинские.
Стал князем Дубровицким в 1190 году, когда его отец перешёл на княжение в Туров.